# Eremitu
Eremitu (Hongaars: Nyárádremete) is een comună in het district Mureș, Transsylvanië, Roemenië. Eremitu is opgebouwd uit vijf dorpen:
- Călugăreni (Mikháza)
- Câmpu Cetății (Vármező)
- Dămieni (Deményháza)
- Eremitu (Nyárádremete)
- Mătrici (Nyárádköszvényes)

De gemeente maakt onderdeel uit van de historische regio Szeklerland. Het ligt aan de noordelijke taalgrens van het gebied, de dorpen ten noorden van de gemeente zijn Roemeenstalig.

## Demografie
De comună heeft een absolute Szeklerse Hongaarse bevolkingsmeerderheid. Volgens de Census van 2002 heeft het een bevolking van 3.872 waarvan 91,97% oftewel 3.561 Hongaars is.

## Bekende inwoners
Nyulas Ferenc (1758-1808), dokter en chemicus